# Astragalus glaucacanthos
Astragalus glaucacanthos är en ärtväxtart som beskrevs av Fisch.. Astragalus glaucacanthos ingår i släktet vedlar, och familjen ärtväxter. Inga underarter finns listade i Catalogue of Life.